# Masi
Masi là một đô thị thuộc tỉnh Padova vùng Veneto, located about 70 km về phía tây nam của Venezia và cách khoảng 45 km về phía tây nam của Padova. Tại thời điểm ngày 31 tháng 12 năm 2004, đô thị này có dân số 1.810 người và diện tích 13,7 km².
Masi giáp các đô thị: Badia Polesine, Castelbaldo, Merlara, Piacenza d'Adige.